# Tarczóweczka wielkozarodnikowa
Tarczóweczka wielkozarodnikowa (Aleurocystidiellum subcruentatum (Berk. & M.A. Curtis) P.A. Lemke) – gatunek grzybów należący do rzędu gołąbkowców (Russulales).

## Systematyka i nazewnictwo
Pozycja w klasyfikacji według Index Fungorum: Incertae sedis, Russulales, Incertae sedis, Agaricomycetes, Agaricomycotina, Basidiomycota, Fungi.
Po raz pierwszy takson ten opisali w 1860 r. Miles Joseph Berkeley i Moses Ashley Curtis, nadając mu nazwę Stereum subcruentatum. Obecną, uznaną przez Index Fungorum nazwę nadał mu w 1964 r. P.A. Lemke, przenosząc go do rodzaju Aleurocystidiellum. Ma 2 synonimy naukowe:
- Aleurodiscus subcruentatus (Berk. & M.A. Curtis) Burt 1926
- Stereum subcruentatum Berk. & M.A. Curtis 1860[2].

Polską nazwę podał Władysław Wojewoda w 2003 r. Wcześniej w polskim piśmiennictwie mykologicznym był on opisywany pod nazwami tarczówka lub skórnik.

## Morfologia
Owocnik wieloletni, dyskoidalny, na pionowym podłożu wydłużony, przyczepiony centralnym punktem, o szerokości do 10 mm i grubości do 1,5 mm, w stanie świeżym skórzasty, po wyschnięciu sztywny i twardy. Brzeg wąski, w suchych okazach podwinięty. Hymenofor gładki, kremowy do izabelowego lub lekko szary, brzeg gładki, szarobrązowy, często koncentrycznie bruzdowany.
System strzępkowy dimityczny, strzępki generatywne ze sprzążkami, rozproszone i często trudne do znalezienia. Strzępki szkieletowe liczne, szkliste do lekko żółtawych, grubościenne o szerokości 3–6 µm. Brak akantofiz. Szkieletocystydy liczne, powstające głęboko w subhymenium i wypełniające hymenium, grubościenne, nawet pełne, początkowo gładkie, ale wkrótce nieregularnie inkrustowane w górnej części małymi ziarnistymi kryształami. Mają szerokość 5–10 µm, długość do 200 µm od sprzążek, z których wyrastają. Gleocystydy nieliczne, gładkie, rurkowate, o szerokości 5–10 µm i długości do 120 µm, w suchych okazach trudne do znalezienia. Podstawki maczugowate, 55–100 × 8–12 µm, z 4 sterygmami. Bazydiospory 15–20(22) × 10–15 µm, elipsoidalne do prawie kulistych, grubościenne, w KOH gładkie, w odczynniku Melzera drobno brodawkowate.

## Występowanie i siedlisko
Występuje w Ameryce Północnej, Europie i Azji. W Polsce w 2003 r. W. Wojewoda przytoczył 4 stanowiska, w 2020 podano następne. Od 2014 r. w Polsce jest objęty ochroną częściową grzybów.
Grzyb nadrzewny występujący na korze żywych drzew iglastych takich jak jodła, świerk i sosna.